# 禮敦巴圖魯
禮敦巴圖魯（穆麟德轉寫：lidun baturu；？年—？年），愛新覺羅氏，清景祖覺昌安長子，顯祖塔克世之兄，太祖努爾哈赤伯父。
禮敦天生英勇，覺昌安討平碩色納、奈呼兩部落，禮敦功勞最大，號曰「巴圖魯」。1583年，努爾哈赤起兵之時，禮敦早已去世。努爾哈赤既定東京，葬景祖、顯祖於楊魯山，以禮敦陪葬。
崇德元年(1636年)，清太宗皇太極定天下之號為「大清」，改元崇德。派遣官員建太廟追尊列祖祭告山陵。族祖禮敦巴圖魯以景祖長子追贈為武功郡王配與福晉同享太廟。

## 延伸阅读
[在维基数据编辑]
 《清史稿/卷215》，出自趙爾巽《清史稿》